# Свято-Троицкий Селенгинский монастырь
Свя́то-Тро́ицкий Селенги́нский монасты́рь — мужской православный монастырь в селе Троицкое Прибайкальского района Республики Бурятия.
Расположен в 81 км к северо-западу от Улан-Удэ на левом берегу реки Селенги. Первый православный монастырь в Забайкалье. Основан в 1681 году. Относится к Монастырскому благочинию Улан-Удэнской епархии Бурятской митрополии Русской Православной Церкви.

## История

### Монастырь
В грамоте от 1681 года царя Фёдора Алексеевича и патриарха Иоакима Даурской Духовной миссии разрешалось:

где приищут место, монастырь построить, и под монастырь земли отвесть из порозжих земель.
11 мая 1681 года началось строительство обители, названной впоследствии Троицко-Селенгинским монастырём. Основателем и строителем монастыря был игумен Феодосий, начальник Даурской Духовной миссии.
Согласно грамоте, в 1682 году к монастырю отошла территория по нижнему течению Селенги от хребта Хамар-Дабан до острова Нижнее Изголовье в дельте реки и вдоль побережья Байкала до Каменного мыса (ныне — в черте города Бабушкин).
После основания Посольского монастыря из наделов Троицкого монастыря были выделены земли для вновь открытой обители.
В 1680-е годы с помощью монастыря в 35 верстах к северу от Селенгинского острога был построен солеваренный завод.
В августе 1687 года в Троицко-Селенгинском монастыре побывал полномочный российский посол граф Ф. А. Головин, сделавший большие пожертвования для монастыря. В 1688 году по его распоряжению недалеко от обители выше по течению Селенги был построен Ильинский острог.
В конце XVII века в монастыре располагался полк Ф. И. Скрипицына, который защищал Забайкалье от маньчжуро-монгольских набегов. По описи 1732 года в монастыре было 3 пушки, 65 самопалов, холодное оружие и боевые припасы.
В 1735 году началось почтовое сообщение от Посольского монастыря до Кяхты. Селенгинский Троицкий монастырь содержал почтовую станцию.
С 1831 по 1876 год деревянная ограда вокруг Троицко-Селенгинского монастыря была заменена на каменную.
28 ноября 1884 года в монастыре открылось училище для мальчиков. В 1885 году в училище обучалось 24 ученика.
Во время своего путешествия по Сибири 22 июня 1891 года монастырь посетил цесаревич Николай Александрович.
В 1920 году после установления советской власти монастырь был закрыт. Здесь располагалась колония для преступников, впоследствии в течение 70 лет — психиатрическая больница.

### Троицкий собор
В 1681 году была построена деревянная церковь — Троицкая, положившая начало монастырю.
31 января 1684 года освятили главный соборный храм во имя Св. Троицы.
Верх ее представлял собой четырехгранный объем с двумя крестовыми «бочками об одной главе», покрытыми чешуйчатым лемехом. Венчал церковь большой деревянный крест, обитый белым железом. С северной стороны к основному объему был прирублен пятистенный алтарь, на котором высился крест.
В 1785 году «усердием» майора Карпова на месте Троицкой церкви был сооружен новый каменный храм в архитектурном стиле барокко.
Построили каменную колокольню, к которой примыкали два одноэтажных здания. В одном из них находилась монастырская библиотека.
В советское время колокольня была уничтожена.
Троицкий собор входит в состав архитектурного ансамбля Селенгинского Троицкого монастыря.
В настоящее время ведутся реставрационные работы.

Троицкий собор
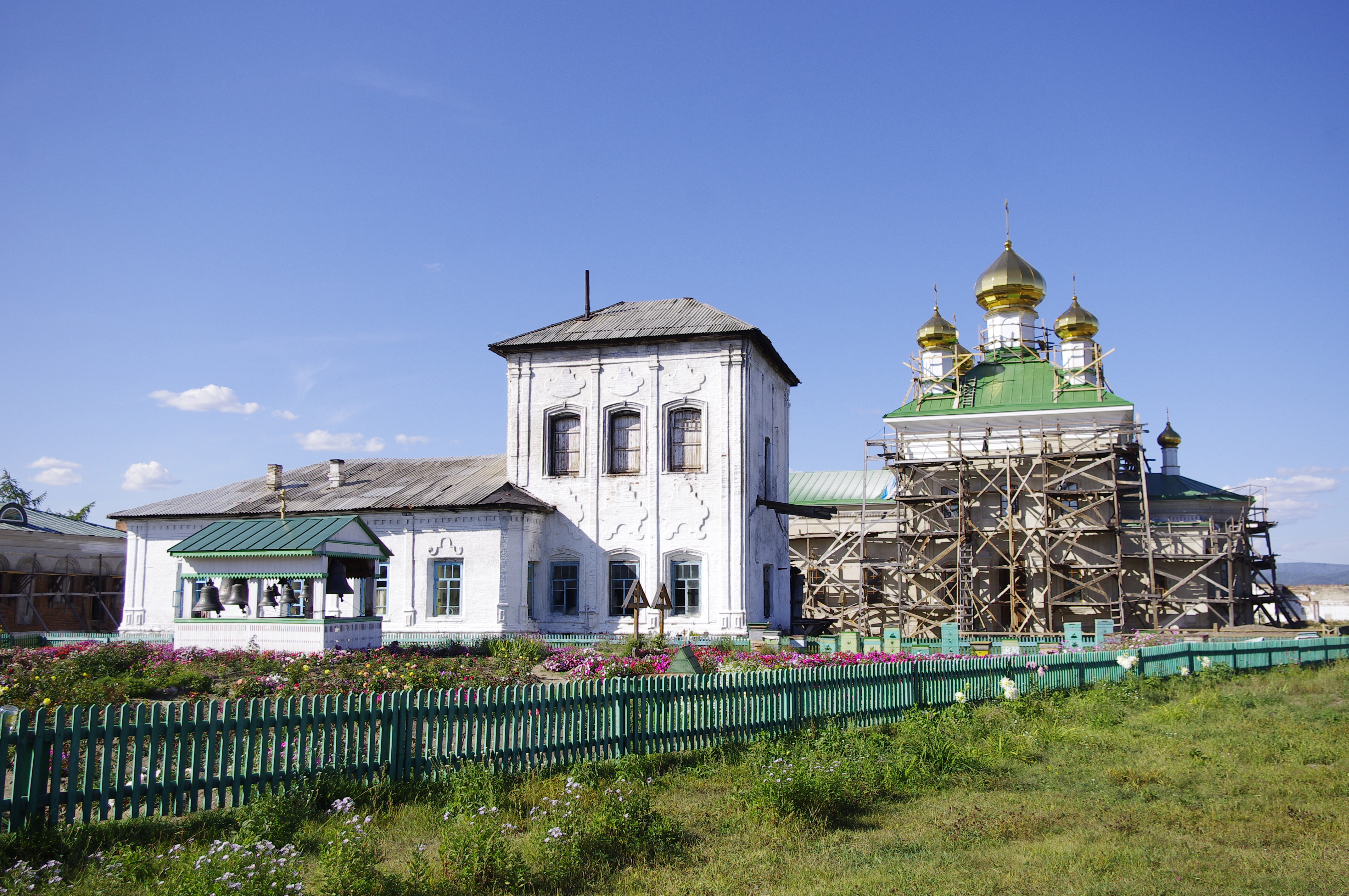
Южный фасад
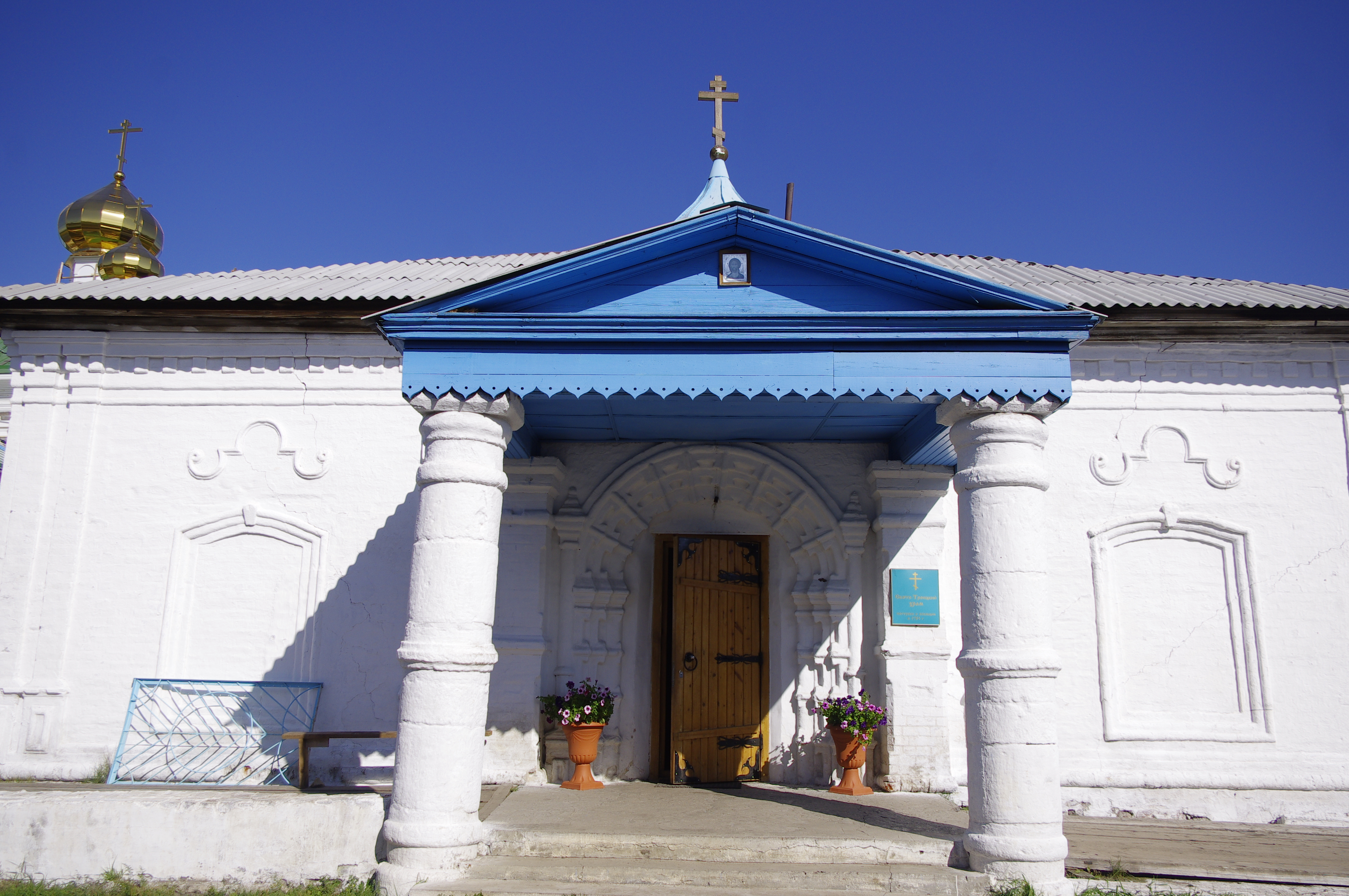
Вход
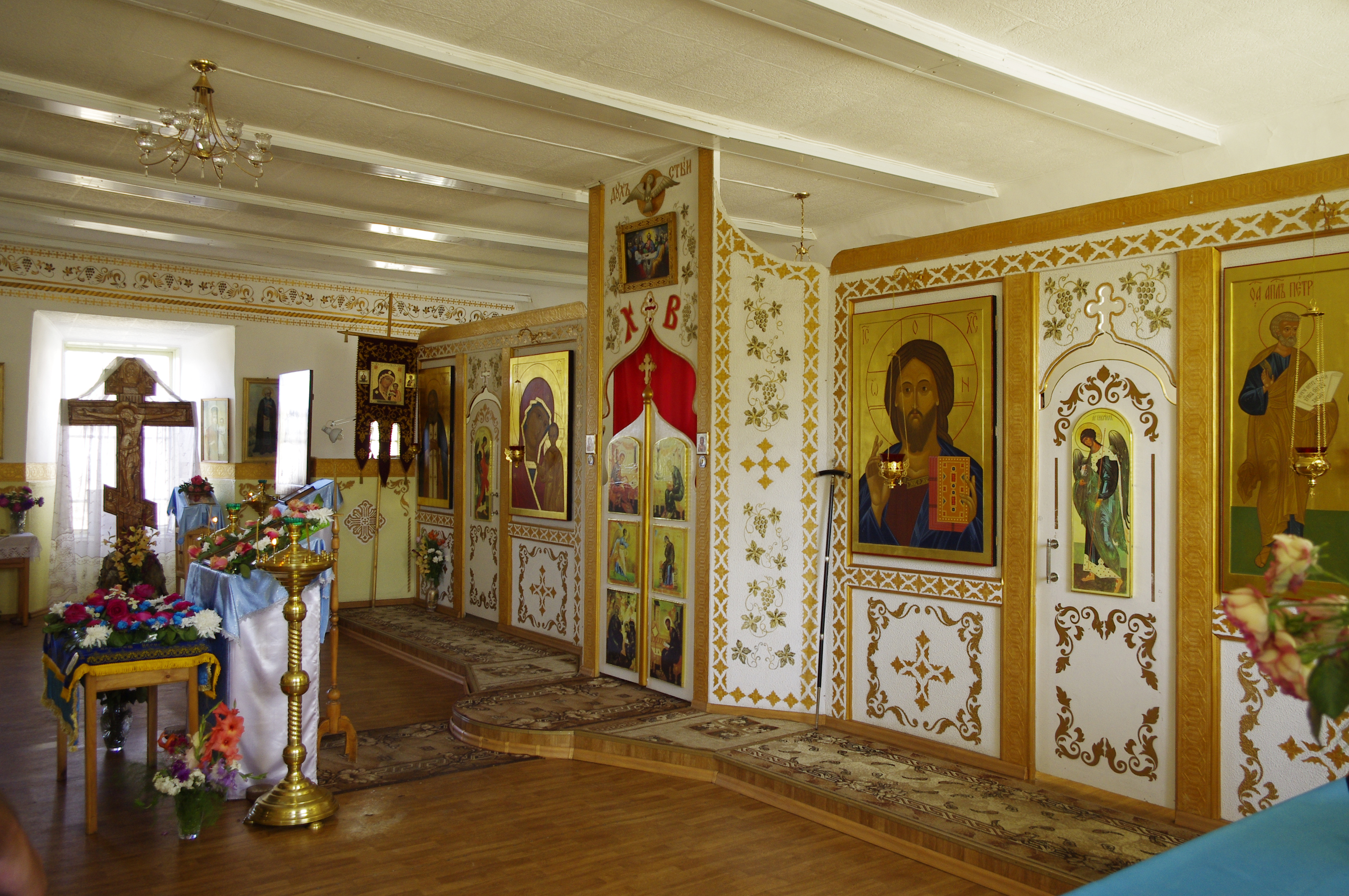
Внутреннее убранство

### Никольская церковь
В 1675 году, в заимке Средней селенгинских казаков нерчинскими служилыми людьми были построены Никольская церковь и монастырское строение.
9 мая 1685 года церковь освятили..
В 1797 году на месте Никольского храма построили новую деревянную церковь во имя апостолов Петра и Павла (Петропавловская). Ремонтировали в 1895 году.
Позже (1900—1905) на этом месте возвели каменную церковь, получившую свое первоначальное имя — Никольская.
Никольская церковь входит в состав архитектурного ансамбля Селенгинского Троицкого монастыря.
В настоящее время ведутся реставрационные работы.

Никольская церковь
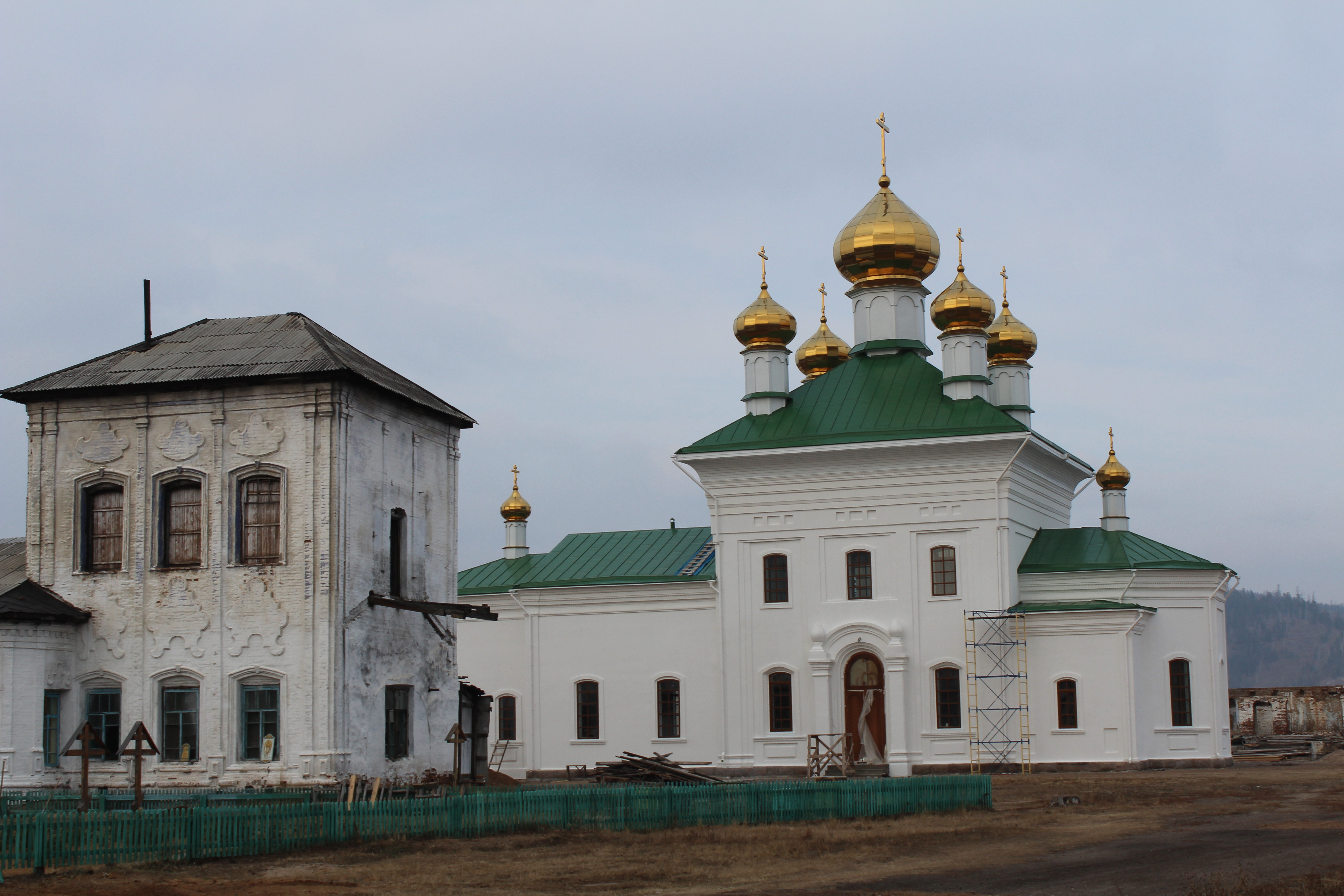
Южный фасад
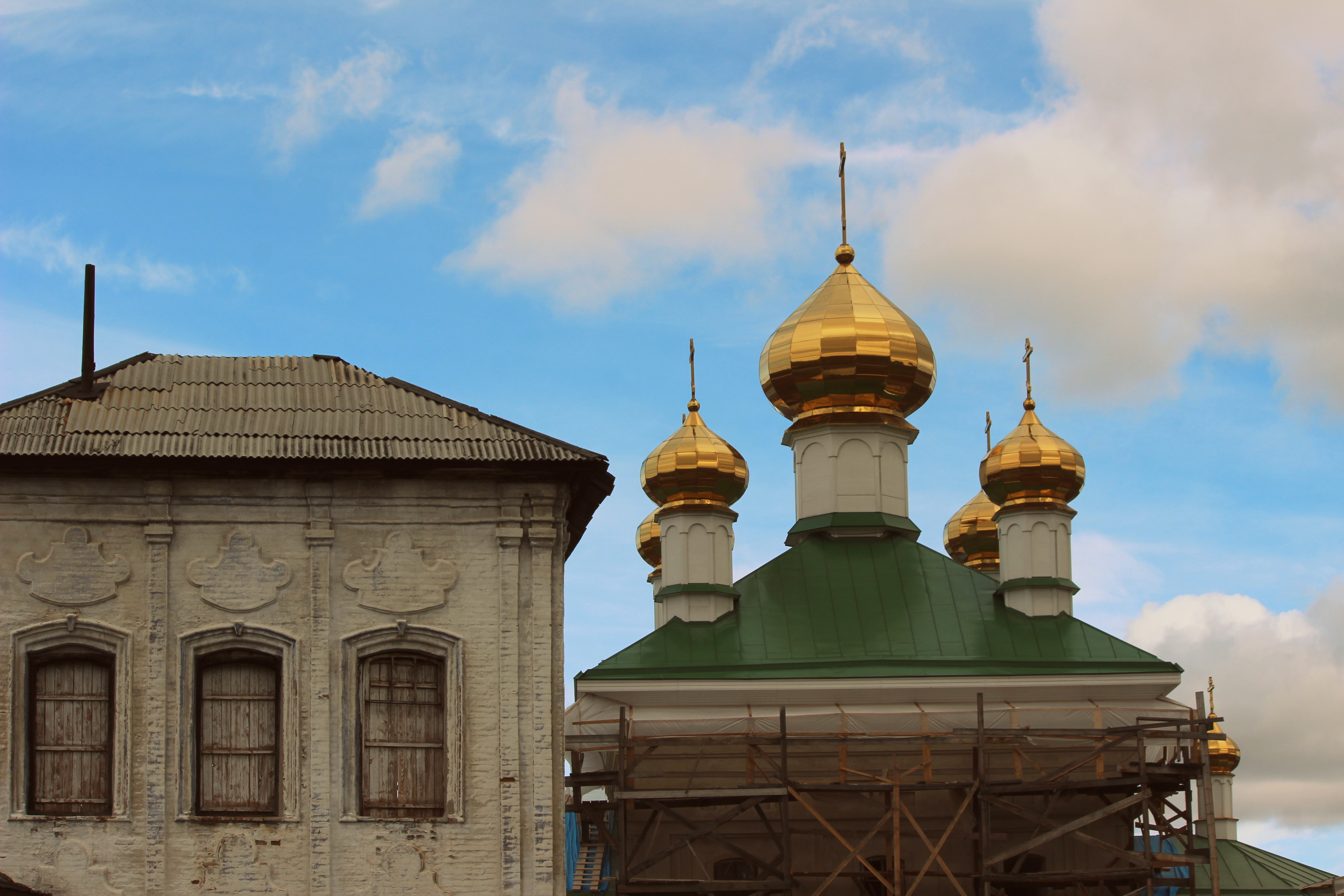
Купола

### Надвратная Михаило-Архангельская церковь

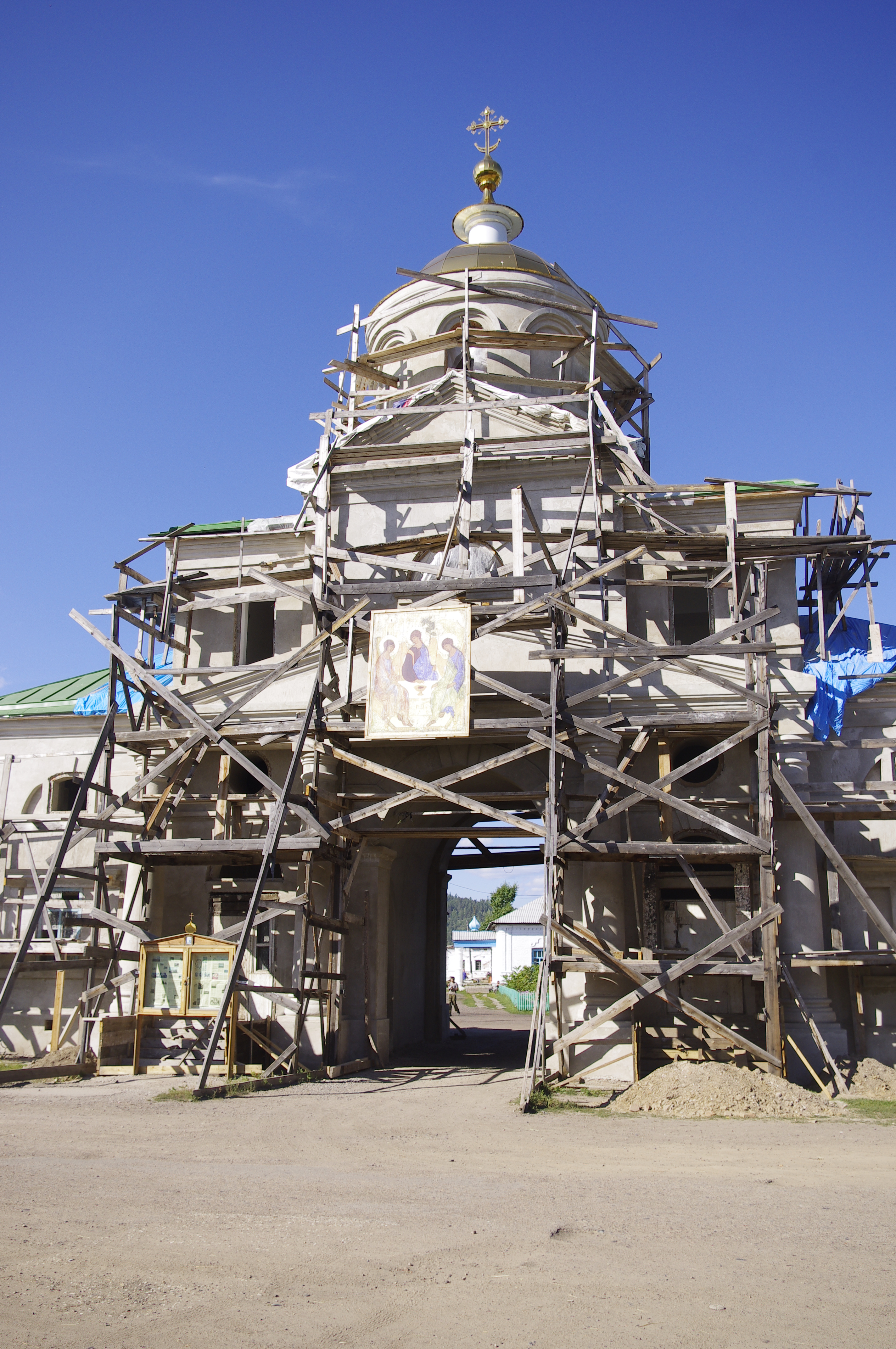
В лесах — надвратная церковь Михаила Архангела. 2012 год

В 1835 году над главным въездом была построена надвратная Михайловская церковь.
В мае 1849 года она была освящена иркутским архиепископом Нилом.
Михаило-Архангельская церковь входит в состав архитектурного ансамбля Селенгинского Троицкого монастыря.
В настоящее время ведутся реставрационные работы.

### Церковь во имя всех Святых (Всесвятская)
По челобитью архимандрита Мисаила, рядом с западными воротами, в апреле 1710 года была заложена церковь во имя всех Святых.
Освящена в 1713 году.
Вначале верх ее представлял собой восьмигранную бочку. Ниже располагались другие главы. На одном из «куполов» был изображен «Спасителев образ, сидящий во облаце».

## Настоятели
- 11 мая 1681 - 12 мая 1692 — Феодосий, игумен, основатель и строитель монастыря, начальник Даурской Духовной миссии[1].
- 1692— 1714 — Мисаил (Трусов), игумен, с 1699 — архимандрит[1].
- с 30 января 1757 — Илья (Веприцкий), иеромонах[7]
- ? — 1760 — Илья (Сизых), иеромонах[8]
- 1760—1763 — Аркадий, иеромонах[9]
- 1762—1764 — Антоний (Максимович)[10]
- 1788—1789 — Илия, в 1789 году переведён в Посольский монастырь[11].
- ? — 1817 — Иннокентий, иеромонах
- ? — 1829 — Нафанаил, иеромонах
- 1829—1834 — Израиль (Фёдоров), иеромонах
- 1835—1836 — Гавриил, иеромонах
- 1849 — ? — Даниил (Сивиллов)
- 1868 — конец 1878 — Сергий (Мармарисов), архимандрит[12]
- ? — 30 января 1884 — Михаил[13]
- 26 апреля 1884 — 2 мая 1905 — Иринарх, архимандрит, бывший иеромонах Климовского Покровского монастыря[14][15]

## Хозяйственная деятельность монастыря
В начале XVIII века монастырь был крупным хозяйственным центром Забайкалья. Ему принадлежало 1500 десятин земли на побережье Байкала, в низовьях Селенги и её притоков. В 1723 году к монастырю было приписано 5 деревень: Темлюй, Буй, Куналей, Елань, Хилоцкая слобода, с общим числом в 84 двора.
По указу от 27 ноября 1713 года Селенгинский монастырь передал Посольскому монастырю залив Прорву, а взамен в 1714 году получил «в вечное владение» озеро Котокель с впадающими в него реками. Кроме того за монастырём были закреплены реки Мостовка, Черемховая, Голая, Турка, Коточик и Исток. Владения эти располагались на расстоянии 130—140 вёрст к север-востоку от монастыря. Так же обители принадлежала прибрежная полоса по Байкалу от Селенги на северо-восток. Все эти владения сохранились за монастырём до начала XX века.
Основной статьёй дохода Троицкой обители было рыболовство. Рыбные ловли сдавались в аренду. В XIX—начале XX веках в Байкале и прилегающих к нему с восточной стороны реках водилось тридцать с лишним видов рыбы. Ежегодная прибыль Селенгинского монастыря от её продажи составляла до 40 тысяч рублей. Рыбные промыслы катастрофически снизились в 1880-е годы из-за хищнического лова.
Монастырь владел большими земельными угодьями. Ему принадлежали Тимлюйская, Хилоцкая и Кударинская вотчины, усадьбы в Иркутске, Кяхте, Селенгинске. К 1730-м годам у обители было около 1,5 тысяч десятин земли. Монастырских крестьян было 529 душ (по другим данным 334). Всего было около 10 деревень, где проживали крестьяне Селенгинского монастыря. Располагались они вдоль рек Хилок, Буй и Куналей в Тарбагатайской волости. В начале XX века монастырь, по разным данным, владел 80—114 десятинами земли.
Помимо земли обитель владела соляными варницами к северу от Селенгинска. На заводе работали монастырские крестьяне.

## Возрождение. Современная жизнь
С 2005 года на территории психиатрической больницы стали селиться в отдельном помещении монахи и послушники. 4 декабря 2006 года больница окончательно съехала.
26 декабря 2006 года Священный Синод Русской Православной Церкви принял решение о возрождении Свято-Троицкого Селенгинского монастыря.

## Памятники архитектуры
На территории монастыря находятся памятники архитектуры:
- собор Троицы Живоначальной (1785—1800)
- надвратная церковь Архангела Михаила (1835—1849)
- церковь Николая Чудотворца (1900—1905)
- башни восточная и западная (сер. XIX в.)
- келейный корпус
- дом настоятеля
- ограда с северными воротами (сер. XIX в.)
- амбар
- трапезная

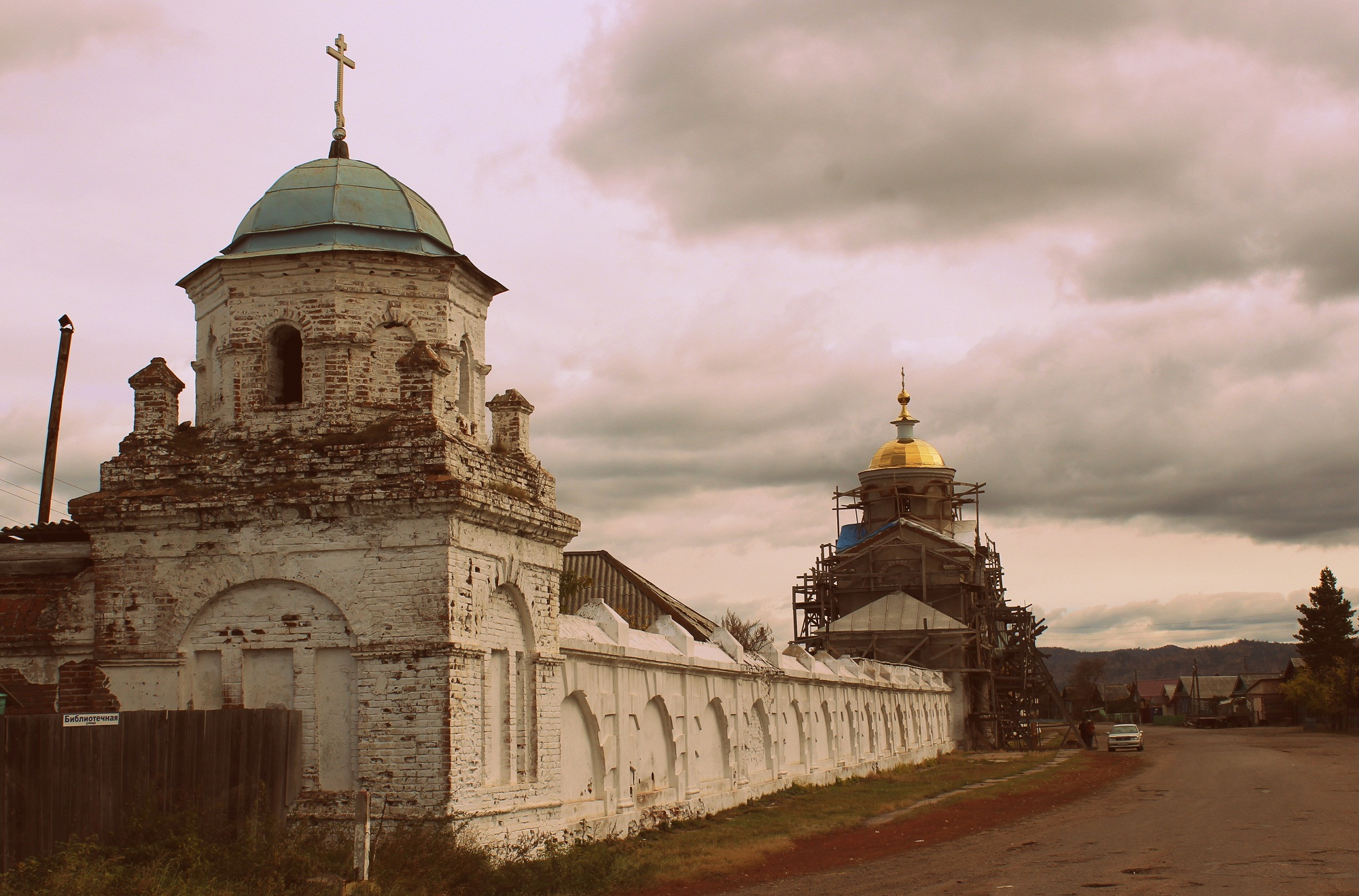
Западная башня.
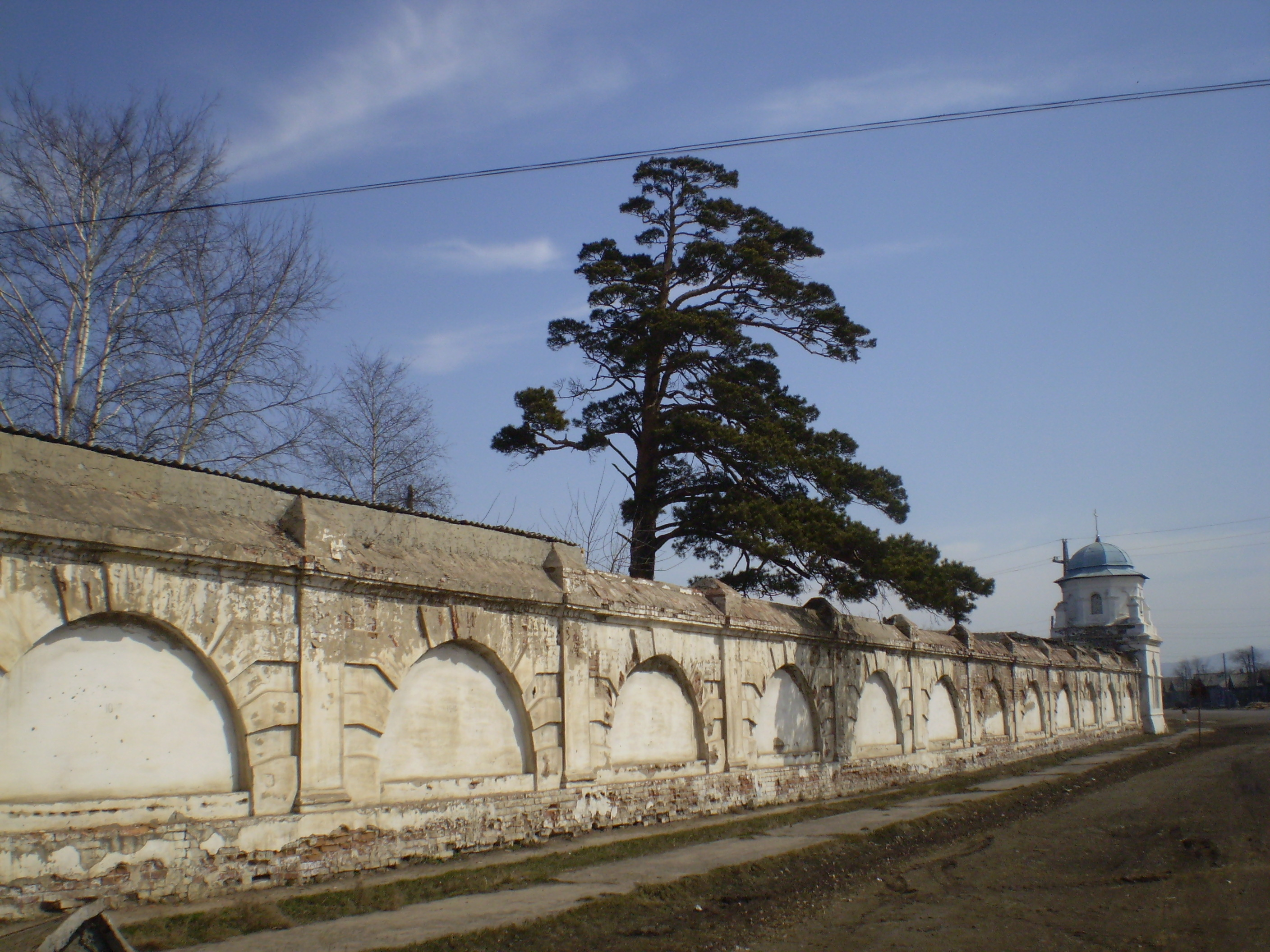
Южная стена.
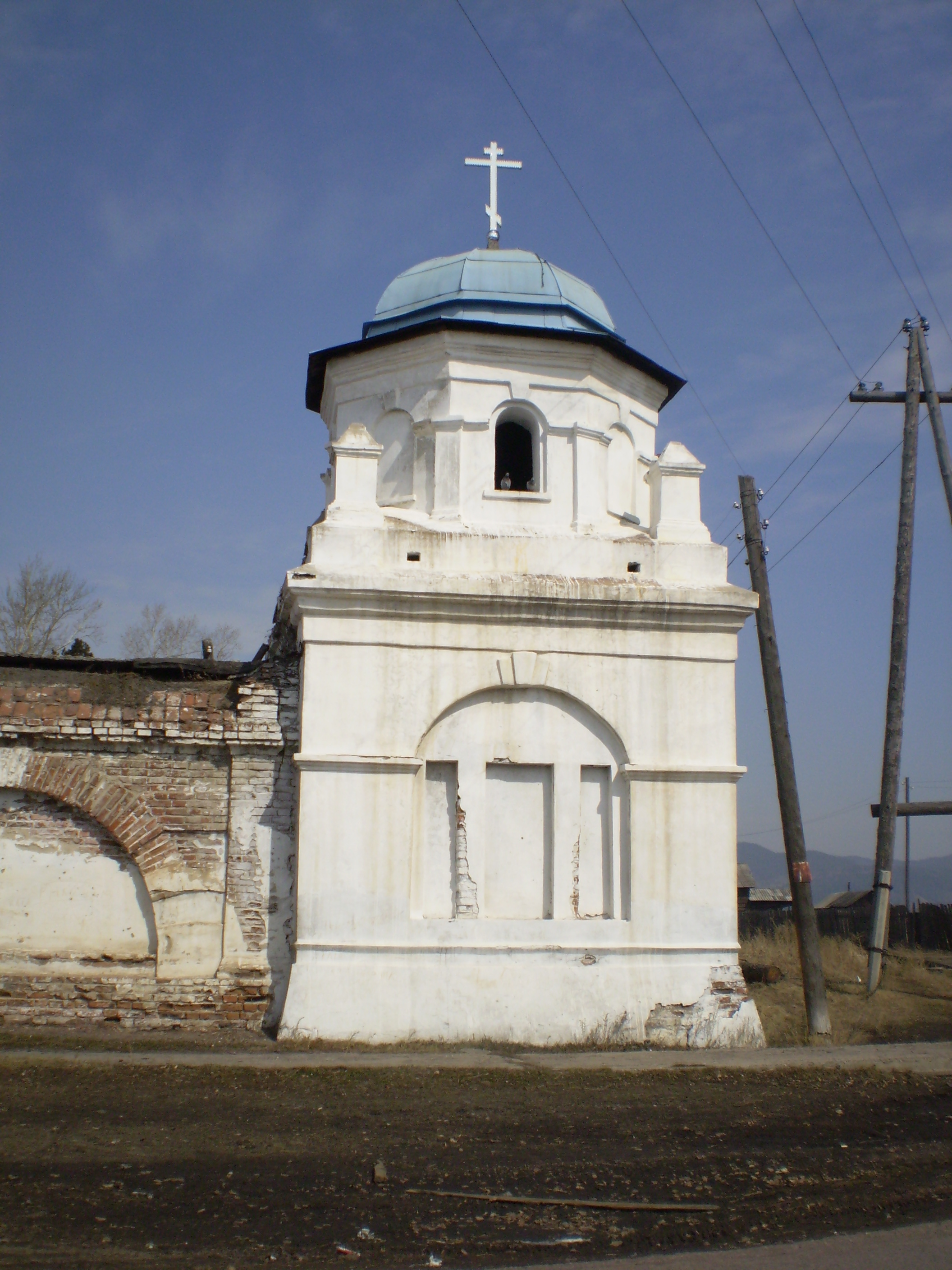
Восточная башня.